# Falerystyka

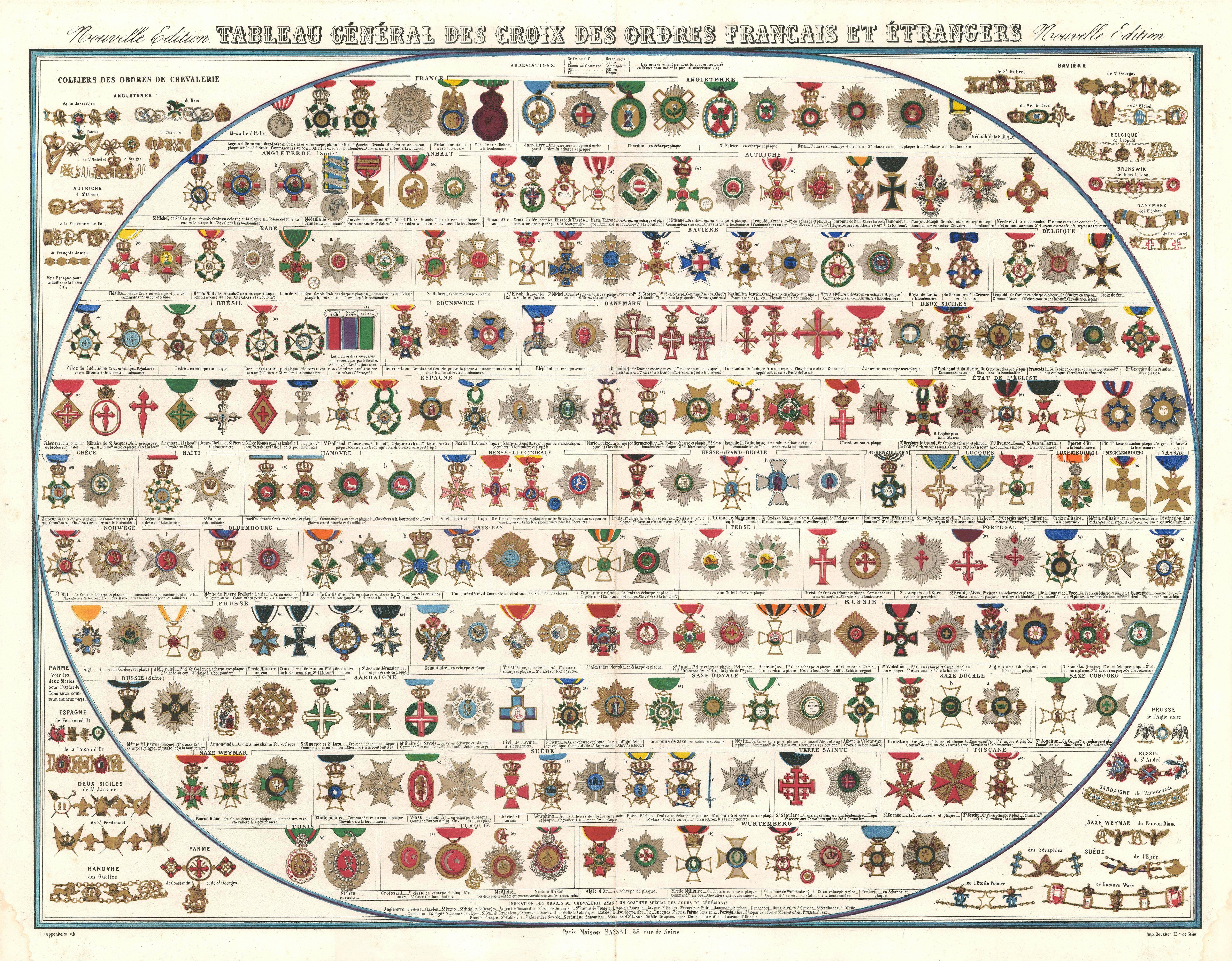
Tablica najważniejszcych orderów, w pierwszym rzędzie europejskich, z 1862 roku

Falerystyka (z łac. i gr. phalerae, ozdoba piersi lub czoła) – nauka pomocnicza historii zajmująca się orderami, odznaczeniami i innymi odznakami i znakami honorowymi, nadawanymi osobom zasłużonym dla monarchy, państwa lub innej organizacji posiadającej prawo nadawania odznaczeń. Falerystyka, podobnie jak i weksylologia, wyodrębniła się z heraldyki, zachowując wspólne z nią metody badawcze.
Zainteresowanie falerystyką należy wiązać z ruchem kolekcjonerskim i hobbistycznym, stymulującym próby historycznego opisu i systematyzacji odznaczeń. Wcześniejsze publikacje falerystyczne mające charakter katalogów uzupełniane są opracowaniami naukowymi.